# Le Petit Dinosaure : Petit-Pied et son nouvel ami
Pour les articles homonymes, voir Le Petit Dinosaure.
Série
La Vallée des merveilles
(1988) La Source miraculeuse
(1995)
Pour plus de détails, voir Fiche technique et Distribution.
Le Petit Dinosaure 2 : Petit-Pied et son nouvel ami ou Petit-Pied, le dinosaure 2 : L'aventure de la grande vallée au Québec (The Land Before Time II: The Great Valley Adventure) est un film d'animation américain réalisé par Roy Allen Smith et sorti directement en vidéo en 1994. C'est le deuxième film de la saga Le Petit Dinosaure.
Le film suit Petit-Pied et ses amis qui créent une ouverture dans la vallée, laissant entrer deux Dents-Tranchantes.

## Synopsis
Petit-Pied, Cera, Becky, Petrie et Pointu vivent une vie insouciante dans la Grande Vallée sous les yeux attentifs de leurs familles. Un jour, ils tentent de se rendre dans les herbes qui protègent pour jouer, mais se retrouvent pris dans le sable qui enfonce. Les adultes les sauvent et les châtient pour leur imprudence. La nuit suivante, les enfants ont une réunion secrète et décident de prouver leur bravoure et leur maturité en s'aventurant dans le Mystérieux Monde, un endroit en dehors de la vallée qui est habité par les Dents Tranchantes. Avant de partir, ils remarquent deux voleurs d'œufs, Ozzy et Schnock, volant un œuf dans le nid de la mère de Becky. Les enfants poursuivent les intrus dans le Mystérieux Monde. Un glissement de terrain qui s'ensuit endommage la Grande Muraille qui entoure la vallée et la protège des Dents Tranchantes, et en roulant, l'oeuf volé retourne au nid en toute sécurité, mais le groupe ne le remarque pas dans la confusion.
Dans le Mystérieux Monde, Petit-Pied et ses amis découvrent un autre œuf plus gros et le prennent pour l'original. Le gang transporte l'œuf dans la vallée; mais ils découvrent que ce n'est pas l'œuf de Becky. Réalisant leur erreur, ils comprennent qu'il provient d'un autre nid . L'œuf éclot finalement, révélant un bébé Dent Tranchante. Effrayés à sa vue, les enfants s'enfuirent à toutes pattes. Malgré sa peur initiale, Petit-Pied se rend vite compte que le bébé Dent Tranchante n'est pas encore dangereux et décide d'élever le nouveau "Gobeur" comme son parent. Cette tâche s'avère difficile car Gobeur n'est pas un herbivore et Petit-Pied n'a aucune expérience dans l'éducation d'un enfant. Ozzy et Schnock veulent se venger du groupe pour avoir déjoué leur vol antérieur, mais sont chassés par l'ombre agrandie de Gobeur, qu'ils confondent avec celle d'un Dent Tranchante adulte. Le reste du groupe rencontre Gobeur et ils l'acceptent comme faisant partie de la famille jusqu'à ce qu'il mord avidement Cera par instinct. La réaction instinctive du groupe fait pleurer Gobeur, qui s'enfuit en courant. Les autres le suivent sur une montagne qui brûle, où Ozzy et Schnock tentent à nouveau d'attaquer les enfants, mais sont arrêtés lorsque l'éruption de la montagne les fait plonger dans un canyon. Après que le groupe se soit échappé, ils rencontrent deux Dents Tranchantes adultes, qui ont réussi à entrer dans la vallée par l'ouverture de la Grande Muraille. Toute la population de la Grande Vallée chasse les Dents Tranchantes et les enfants retournent dans leurs familles, mais Gobeur se sent exclu et s'enfuit à nouveau.
Les adultes se demandent comment les Dents Tranchantes sont entrés dans la vallée, ce qui a incité les enfants à expliquer les événements qui ont entraîné le glissement de terrain. Les adultes se sont mis à élaborer un plan pour combler la brèche, en disant aux enfants de rester derrière. Petit-Pied court dans la forêt pour trouver Gobeur. Après l'avoir trouvé, ils sont poursuivis et acculés par les deux Dents Tranchantes. Gobeur rugit après eux; se révélant être ses parents, ils éprouvent une grande joie d'avoir retrouvé leur enfant et partent avec lui. Petit-Pied est ensuite kidnappé par Ozzy et Schnock, qui prévoient de le jeter hors de la Grande Muraille. Gobeur entend Petit-Pied crier et conduit ses parents vers son ami. Les parents de Gobeur sauvent leur fils, ainsi que Petit-Pied, et pourchassent les deux voleurs d'oeufs vers le Mystérieux Monde. Petit-Pied fait ses adieux à Gobeur alors qu'il suit ses parents, et il retourne dans la vallée pour aider les adultes à sceller l'entrée entre la Grande Vallée et le Mystérieux Monde. À la suite de ses expériences, Petit-Pied dit à ses grands-parents qu'être jeune n'est pas si mal après tout, mais décide qu'il a toujours hâte de grandir.

## Fiche technique
- Titre original : The Land Before Time II: The Great Valley Adventure
- Titre français : Le Petit Dinosaure 2 : Petit-Pied et son nouvel ami
- Titre québécois : Petit-Pied, le dinosaure 2 : L'Aventure de la Grande Vallée
- Réalisation : Roy Allen Smith
- Scénario : John Loy, John Ludin et Dev Ross
- Montage : Jay Bixsen
- Musique : Michael Tavera
- Production : Zahra Dowlatabadi et Roy Allen Smith
- Animation : Nelson Shin
- Sociétés de production : MCA Home Entertainment et Universal Cartoon Studios
- Pays d'origine : États-Unis
- Format : Couleurs - 1,33:1 - Dolby Digital
- Genre : Animation
- Durée : 73 minutes
- Dates de sortie[1] :  États-Unis : 26 décembre 1994 ;  France : 6 avril 1995
- Direction artistique : Eric Legrand
- Adaptation des dialogues : Sylvie Caurier
- Direction musicale : Claude Lombard

## Distribution

### Voix originales
- Scott McAfee : Petit-Pied
- Candace Hutson : Cera
- Heather Hogan : Becky
- Jeff Bennett : Petrie / Ozzy
- Rob Paulsen : Pointu / Shnock / Gobeur
- Kenneth Mars : Grand-père
- Linda Gary : Grand-mère
- John Ingle : le père de Céra / Narrateur
- Tress MacNeille : la mère de Becky / la mère de Pétrie / Maman Maiasaura

### Voix françaises
- Donald Reignoux : Petit-Pied
- Jennifer Oliver : Céra
- Kelly Marot : Becky
- Roger Carel : Pétrie
- Gérard Rinaldi : Ozzy
- Bernard Alane : Shnock
- Georges Berthomieu : Grand-père
- Martine Messager : Grand-mère
- Jacques Frantz : le père de Céra / le narrateur
- Céline Monsarrat : la mère de Becky / la mère de Pétrie / Maman Maiasaura

Source et légende : Version française (VF) sur RS Doublage

## Bande originale
- If We Hold on Together, composé par James Horner
- Peaceful Valley, interprété par Scott McAfee, Jeff Bennett, Heather Hogan et Candace Hutson
- Eggs, interprété par Jeff Bennett et Rob Paulsen
- You Are One of Us Now, interprété par Scott McAfee, Candace Hutson, Jeff Bennett et Heather Hogan

## Distinctions
- Annie Awards 1995 : Nomination en tant que meilleur film d'animation sorti en vidéo.